# وليام باتريك هتلر
وليام باتريك هتلر (بالإنجليزية: William Patrick Hitler)‏ (12 مارس 1911 - 14 يوليو 1987) هو ابن شقيق النمساوي الألماني أدولف هتلر.